# Cerocala biskiensis
Cerocala biskiensis är en fjärilsart som beskrevs av Culot. Cerocala biskiensis ingår i släktet Cerocala och familjen nattflyn. Inga underarter finns listade i Catalogue of Life.